# Arkansas City
Arkansas City er en amerikansk by og administrativt centrum for det amerikanske county Desha County i staten Arkansas. Byen har 376 (2020) indbyggere. I 2000 havde byen et indbyggertal på 589.